# Слизень (герб)
Слизень (пол. Świat, Ślizień) — польский дворянский герб.

## Описание
В голубом поле земной шар (но без пояса, как он обыкновенно изображается), на шаре крест (другой вариант герба с измененными цветами — голубой шар в красном поле, см. рис.). Нашлемник состоит из согнутой руки, чрез которую проходит стрела от левой стороны к правой.
Первоначально герб этот принадлежал Андрею Ratsza Слизню и был принесен из Седмиградской земли в ВКЛ.ок. 1436 года. У Андрея был сына Ян (ок. 1440 - 1470), который оставил после себя куда больше детей: Теодора, Евстафия, Давида, Яна, Тимофея. 

## Герб используют
Bujwid,БУЙВИД,Buywid,Buivydas, Dorohotejski, Gnatowicz, Ignatowicz, Ihnatowicz, Ihnatowski, Iłatowicz, Iszatowicz, Lubiański, Moncewicz, Monrewicz, Piewcewicz, Skoryna, Sołucha, Szołuch, Szołucha, Szpakowski, Ślizień, Śliżewicz
Это же герб с XVIII-го века используют Бутурлины, Пушкины, Мусины-Пушкины и др. 